# Patch Adams (film)
A Patch Adams 1998-ban bemutatott amerikai életrajzi filmvígjáték-dráma, melyet Tom Shadyac rendezett. A forgatókönyvet Steve Oedekerk írta, Dr. Hunter „Patch” Adams igaz élettörténete, valamint Adams és Maureen Mylander Gesundheit: Good Health is a Laughing Matter című könyve alapján. A főbb szerepekben Robin Williams, Monica Potter, Philip Seymour Hoffman, Bob Gunton, Daniel London és Peter Coyote látható.
Az Amerikai Egyesült Államokban 1998. december 25-én bemutatott film többnyire negatív kritikákat kapott, de bevételi szempontból sikeres lett.

## Rövid történet
A film Patch Adams életét mutatja be, aki bohócdoktorként igyekszik felvidítani kórházban fekvő fiatal pácienseit.

## Szereplők
| Színész                | Szerep                   | Magyar hang     |
| ---------------------- | ------------------------ | --------------- |
| Robin Williams         | Dr. Hunter "Patch" Adams | Tordy Géza      |
| Daniel London          | Truman Schiff            | Győri Péter     |
| Philip Seymour Hoffman | Mitch Roman              | Háda János      |
| Bob Gunton             | Walcott dékán            | Szokolay Ottó   |
| Monica Potter          | Carin Fisher             | Balogh Erika    |
| Frances Lee McCain     | Judy nővér               | Zsolnai Júlia   |
| Irma P. Hall           | Joletta nővér            | Bessenyei Emma  |
| Josef Sommer           | Dr. Eaton                | Izsóf Vilmos    |
| Harold Gould           | Arthur Mendelson         | Versényi László |
| Harve Presnell         | Anderson dékán           | Bodor Tibor     |
| Michael Jeter          | Rudy                     | Forgács Gábor   |
| Barry Shabaka Henley   | Emmet                    | Varga Tamás     |
| Harry Groener          | Dr. Prack                |                 |
| Richard Kiley          | Dr. Titan                | Pusztai Péter   |
| Ryan Hurst             | Neil                     | F. Nagy Zoltán  |
| Peter Coyote           | Bill Davis               | Melis Gábor     |
| Alan Tudyk             | Everton                  | Megyeri János   |